# Katalog biotopů České republiky
Katalog biotopů České republiky je příručka, která vymezuje jednotky používané pro mapování biotopů, jehož výsledkem je vrstva mapování biotopů.

## Historie
Po prvním vydání knihy v roce 2001 bylo zahájeno rozsáhlé mapování biotopů, během kterého se shromažďovaly podrobné podklady pro vytvoření národního návrhu evropsky významných lokalit soustavy Natura 2000. Základní mapování bylo dokončeno v roce 2004, nyní se mapy biotopů průběžně aktualizují a zpřesňují terénním mapováním.

## Druhé vydání
Druhé vydání Katalogu biotopů z roku 2010 shrnuje nové a upřesněné poznatky o biotopech, odráží pokrok ve výzkumu vegetace a zohledňuje změny v evropských systémech klasifikace biotopů. Kniha je určena především profesionálním ochráncům přírody a přírodovědcům, studentům, ale i dalším zájemcům o poznání naší přírody. Editorský kolektiv tvořil Milan Chytrý, Tomáš Kučera, Martin Kočí, Vít Grulich a Pavel Lustyk. Na knize však spolupracovala celá řada dalších odborníků.

## Jednotky přírodních biotopů
Vodní toky a nádrže
- V1 Makrofytní vegetace přirozeně eutrofních a mezotrofních stojatých vod
- V2 Makrofytní vegetace mělkých stojatých vod
- V3 Makrofytní vegetace oligotrofních jezírek a tůní
- V4 Makrofytní vegetace vodních toků
- V5 Vegetace parožnatek
- V6 Vegetace šídlatek (Isoëtes)

Mokřady a pobřežní vegetace
- M1.1 Rákosiny eutrofních stojatých vod
- M1.2 Slanomilné rákosiny a ostřicové porosty
- M1.3 Eutrofní vegetace bahnitých substrátů
- M1.4 Říční rákosiny
- M1.5 Pobřežní vegetace potoků
- M1.6 Mezotrofní vegetace bahnitých substrátů
- M1.7 Vegetace vysokých ostřic
- M1.8 Vápnitá slatiniště s mařicí pilovitou (Cladium mariscus)
- M2.1 Vegetace letněných rybníků
- M2.2 Jednoletá vegetace vlhkých písků
- M2.3 Vegetace obnažených den teplých oblastí
- M2.4 Vegetace jednoletých slanomilných trav
- M3 Vegetace vytrvalých obojživelných bylin
- M4.1 Štěrkové náplavy bez vegetace
- M4.2 Štěrkové náplavy s židoviníkem německým (Myricaria germanica)
- M4.3 Štěrkové náplavy s třtinou pobřežní (Calamagrostis pseudophragmites)
- M5 Devětsilové lemy horských potoků
- M6 Bahnité říční náplavy
- M7 Bylinné lemy nížinných řek

Prameniště a rašeliniště
- R1.1 Luční pěnovcová prameniště
- R1.2 Luční prameniště bez tvorby pěnovců
- R1.3 Lesní pěnovcová prameniště
- R1.4 Lesní prameniště bez tvorby pěnovců
- R1.5 Subalpínská prameniště
- R2.1 Vápnitá slatiniště
- R2.2 Nevápnitá mechová slatiniště
- R2.3 Přechodová rašeliniště
- R2.4 Zrašelinělé půdy s hrotnosemenkou bílou (Rhynchospora alba)
- R3.1 Otevřená vrchoviště
- R3.2 Vrchoviště s klečí (Pinus mugo)
- R3.3 Vrchovištní šlenky
- R3.4 Degradovaná vrchoviště

Skály, sutě a jeskyně
- S1.1 Štěrbinová vegetace vápnitých skal a drolin
- S1.2 Štěrbinová vegetace silikátových skal a drolin
- S1.3 Vysokostébelné trávníky skalních terásek
- S1.4 Vysokobylinná vegetace zazemněných drolin
- S1.5 Křoviny skal a drolin s rybízem alpínským (Ribes alpinum)
- S2 Pohyblivé sutě
- S3 Jeskyně

Alpínské bezlesí
- A1.1 Vyfoukávané alpínské trávníky
- A1.2 Zapojené alpínské trávníky
- A2.1 Alpínská vřesoviště
- A2.2 Subalpínská brusnicová vegetace
- A3 Sněhová vyležiska
- A4.1 Subalpínské vysokostébelné trávníky
- A4.2 Subalpínské vysokobylinné nivy
- A4.3 Subalpínské kapradinové nivy
- A5 Skalní vegetace sudetských karů
- A6 Acidofilní vegetace alpínských skal a drolin
- A7 Kosodřevina
- A8.1 Subalpínské křoviny s vrbou laponskou (Salix lapponum)
- A8.2 Vysoké subalpínské listnaté křoviny

Sekundární trávníky a vřesoviště
- T1.1 Mezofilní ovsíkové louky
- T1.2 Horské trojštětové louky
- T1.3 Poháňkové pastviny
- T1.4 Aluviální psárkové louky
- T1.5 Vlhké pcháčové louky
- T1.6 Vlhká tužebníková lada
- T1.7 Kontinentální zaplavované louky
- T1.8 Kontinentální vysokobylinná vegetace
- T1.9 Střídavě vlhké bezkolencové louky
- T1.10 Vegetace vlhkých narušovaných půd
- T2.1 Subalpínské smilkové trávníky
- T2.2 Horské smilkové trávníky s alpínskými druhy
- T2.3 Podhorské a horské smilkové trávníky
- T3.1 Skalní vegetace s kostřavou sivou (Festuca pallens)
- T3.2 Pěchavové trávníky
- T3.3 Úzkolisté suché trávníky
- T3.4 Širokolisté suché trávníky
- T3.5 Acidofilní suché trávníky
- T4.1 Suché bylinné lemy
- T4.2 Mezofilní bylinné lemy
- T5.1 Jednoletá vegetace písčin
- T5.2 Otevřené trávníky písčin s paličkovcem šedavým (Corynephorus canescens)
- T5.3 Kostřavové trávníky písčin
- T5.4 Panonské stepní trávníky na písku
- T5.5 Acidofilní trávníky mělkých půd
- T6.1 Acidofilní vegetace efemér a sukulentů
- T6.2 Bazifilní vegetace efemér a sukulentů
- T7 Slaniska
- T8.1 Suchá vřesoviště nížin a pahorkatin
- T8.2 Sekundární podhorská a horská vřesoviště
- T8.3 Brusnicová vegetace skal a drolin

Křoviny
- K1 Mokřadní vrbiny
- K2.1 Vrbové křoviny hlinitých a písčitých náplavů
- K2.2 Vrbové křoviny štěrkových náplavů
- K3 Vysoké mezofilní a xerofilní křoviny
- K4 Nízké xerofilní křoviny

Lesy
- L1 Mokřadní olšiny
- L2.1 Horské olšiny s olší šedou (Alnus incana)
- L2.2 Údolní jasanovo-olšové luhy
- L2.3 Tvrdé luhy nížinných řek
- L2.4 Měkké luhy nížinných řek
- L3.1 Hercynské dubohabřiny
- L3.2 Polonské dubohabřiny
- L3.3 Karpatské dubohabřiny
- L3.4 Panonské dubohabřiny
- L4 Suťové lesy
- L5.1 Květnaté bučiny
- L5.2 Horské klenové bučiny
- L5.3 Vápnomilné bučiny
- L5.4 Acidofilní bučiny
- L6.1 Perialpidské bazifilní teplomilné doubravy
- L6.2 Panonské teplomilné doubravy na spraši
- L6.3 Panonské teplomilné doubravy na písku
- L6.4 Středoevropské bazifilní teplomilné doubravy
- L6.5 Acidofilní teplomilné doubravy
- L7.1 Suché acidofilní doubravy
- L7.2 Vlhké acidofilní doubravy
- L7.3 Subkontinentální borové doubravy
- L7.4 Acidofilní doubravy na písku
- L8.1 Boreokontinentální bory
- L8.2 Lesostepní bory
- L8.3 Perialpidské hadcové bory
- L9.1 Horské třtinové smrčiny
- L9.2 Rašelinné a podmáčené smrčiny
- L9.3 Horské papratkové smrčiny
- L10.1 Rašelinné březiny
- L10.2 Rašelinné brusnicové bory
- L10.3 Suchopýrové bory kontinentálních rašelinišť
- L10.4 Blatkové bory

## Jednotky nepřírodních biotopů
- X1 Urbanizovaná území
- X2 Intenzivně obhospodařovaná pole
- X3 Extenzivně obhospodařovaná pole
- X4 Trvalé zemědělské kultury
- X5 Intenzivně obhospodařované louky
- X6 Antropogenní plochy se sporadickou vegetací mimo sídla
- X7A Ruderální bylinná vegetace mimo sídla, ochranářsky významné porosty
- X7B Ruderální bylinná vegetace mimo sídla, ostatní porosty
- X8 Křoviny s ruderálními a nepůvodními druhy
- X9A Lesní kultury s nepůvodními jehličnatými kulturami
- X9B Lesní kultury s nepůvodními listnatými dřevinami
- X10 Lesní paseky a holiny
- X12A Nálety pionýrských dřevin, ochranářsky významné porosty
- X12B Nálety pionýrských dřevin, ostatní porosty
- X13 Nelesní stromové výsadby mimo sídla
- X14 Vodní toky a nádrže bez ochranářsky významné vegetace

## Dostupnost knihy
První vydání knihy již bylo vyprodáno, lze je však stáhnout v elektronické podobě. Druhé vydání publikace je dostupné v síti knihkupectví nebo je lze objednat či zakoupit v knihovně AOPK ČR. Je možné je také stáhnout v elektronické podobě na stránkách https://portal.nature.cz/monitoring Archivováno 1. 2. 2024 na Wayback Machine. (resp. viz menu BIOTOPY/Metodické pokyny).